# Città di Palermo (croiseur auxiliaire, 1930)
Ne doit pas être confondu avec Città di Palermo (croiseur auxiliaire, 1915).
Le Città di Palermo était un croiseur auxiliaire de la Marine royale italienne (en italien : Regia Marina), anciennement un navire à passagers italien.

## Histoire de service
Achevé en 1930 dans les Cantieri Navali Riuniti di Palermo de Palerme pour la "Florio Società Italiana di Navigazione", basée à Rome,, avec son navire-jumeau (sister ship) Città di Genova, l'unité est à l'origine un navire à moteur à passagers de 5 413 tonneaux de jauge brute, de 125,5 mètres de long et 15,6 de large, propulsé par deux moteurs diesel qui permettent la vitesse élevée (pour un navire marchand) de 19 nœuds (35 km/h). Après son achèvement, le navire est destiné aux lignes rapides entre Naples, Palerme, Tripoli et Tunis.
En mars 1932, la "Florio" fusionne avec la "Compagnia Italiana Transatlantica" (CITRA) pour former la "Tirrenia Flotte Riunite Florio-Citra", qui, le 21 décembre 1936, à la suite de l'union avec d'autres compagnies mineures, forme la "Tirrenia Società Anonima di Navigazione". Le Città di Palermo suit les changements des compagnies de navigation, étant enregistrée, avec le numéro d'enregistrement 158, auprès du Compartimento marittimo (compartiment maritime) de Palerme..
En 1937, le Città di Palermo transporte à Palerme le Prince du Piémon t Humbert II (roi d'Italie) (Umberto di Savoia), tandis qu'en 1938, il transporte de Naples à Tripoli les Princes du Piémont en visite en Libye .
Le 2 juin 1939, le navire à moteur, escorté par les torpilleurs Spica et Canopo, transporte les princes du Piémont lors de la "Rivista Navale di Primavera",,
Le 23 juin 1940, quelques semaines après l'entrée de l'Italie dans la Seconde Guerre mondiale, le Città di Palermo est réquisitionné par la Regia Marina de Brindisi et inscrit sur la liste des navires auxiliaires de l'État en tant que croiseur auxiliaire, avec le numéro d'immatriculation D 3,. Armé de quatre canons de 120/45 Mod. 1917, de deux canons antiaériens Breda Modèle 1935 de 20/65 mm et d'autant de mitrailleuses de 13,2 mm Breda modèle 1931, le navire est principalement affecté à des tâches d'escorte de convois.
Le 29 juillet 1940, dans le cadre de l'opération de trafic " Trasporto Veloce Lento " (transport lent et rapide), le Città di Palermo quitte Naples à destination de Benghazi avec le croiseur auxiliaire Città di Napoli et le transport de troupes Marco Polo. L'escorte directe est formée par le XIIIe escadron de torpilleurs (Centauro, Circe, Climene et Clio), repris à Messine par le Ier escadron de torpilleurs (Alcione, Aretusa, Airone et Ariel), tandis que les principales unités font office d'escorte indirecte pour ce convoi et le deuxième convoi en mer dans le cadre de l'opération "TVL". Les navires atteignent leur destination le 31 juillet.
Le 28 octobre 1941, à 11h50, à la position géographique de 40° 42′ N, 13° 47′ E, au large de Naples et près d'Ischia, le croiseur auxiliaire, naviguant en convoi avec quatre autres transports et deux destroyers, est attaqué avec le lancement de quatre torpilles par le sous-marin polonais ORP Sokol (N 97),,,.
Selon certaines sources, le navire, comme le prétend le Sokol, est endommagé dans la coque par une torpille (cette nouvelle dérive probablement d'une information erronée donnée par les services secrets),,, mais en réalité il reste indemne, échappant à toutes les torpilles,,,,. Après l'attaque, le sous-marin polonais est bombardé sans succès avec des grenades sous-marines..
Le 20 novembre 1941, le Città di Palermo, ainsi qu'un second croiseur auxiliaire, le Città di Tunisi, appareillent de Tarente en direction de Benghazi, avec l'escorte des destroyers Malocello et Zeno. Cette escorte est ensuite renforcée par le torpilleur Partenope, venant de Benghazi. Le Città di Tunisi doit retourner à Souda avec le Malocello en raison d'une panne, tandis que le Città di Palermo, avec 92 tonnes de fournitures, 428 soldats allemands et 260 italiens à bord, atteint Benghazi le 21 novembre.
À neuf heures du soir du 4 janvier 1942, le Città di Palermo, sous le commandement du capitaine de frégate (capitano di fregata) Filippo Ogno, quitte Brindisi à destination de Patras, escortant le transport de troupes Calino et transportant lui-même environ 600 soldats, ainsi que l'équipage, pour un total de 981 hommes. Vers 8 heures du matin le 5 janvier, les deux unités, qui viennent de prendre la route sûre entre les îles de Santa Maura et de Céphalonie, sont aperçues par le sous-marin britannique HMS Proteus (N29),, qui, à la position géographique de 38° 33′ N, 20° 36′ E, leur tire pas moins de deux torpilles, (d'autres sources parlent, probablement à tort, d'une seule torpille). À bord du croiseur auxiliaire, la plupart des membres de l'équipage prennent leur petit-déjeuner ou sont sous le pont, dans les niveaux inférieurs, en raison des basses températures extérieures. Le sillage de la première torpille est repéré trop tard: le commandant Ogno ordonne immédiatement de virer pour éviter la torpille, mais à 8h06, le navire est touché, coulant et faisant une forte embardée à tribord, pour être rejoint, après quelques secondes, par une deuxième torpille.
La plupart des troupes et de l'équipage  restent coincés sous le pont, sans possibilité d'atteindre les ponts supérieurs, tandis que ceux qui sont sur le pont ou dans les couloirs extérieurs peuvent atteindre les canots de sauvetage et en descendre certains proprement dans la mer selon les ordres du commandant Ogno, mais les soldats paniqués attaquent les rampes de mise à l'eau, faisant tomber à la mer de nombreux occupants. Le commandant Ogno, qui se jette ensuite à la mer parmi les derniers, est entraîné sous l'eau par l'aspiration, mais réussit à remonter à la surface. L'aumônier militaire don Alberto Carrozza aide à rétablir le calme et à mettre les canots de sauvetage à la mer, priant et donnant sa propre bouée de sauvetage à un soldat qui en était dépourvu, puis disparaissant avec le navire (sa mémoire sera récompensée par la médaille d'argent de la valeur militaire).
Le lieutenant de vaisseau (tenente di vascello) Giuseppe Calvello, officier de cours et directeur de tir, au lieu de se sauver, est allé détruire les documents confidentiels immédiatement après la première torpille. L'explosion de la deuxième torpille l'entraîne sous le pont alors que le navire coulait. Une nouvelle explosion, peut-être due à des grenades sous-marines, le catapulte par-dessus bord, loin des canots de sauvetage, et il est recueilli par un bateau de pêche grec. D'abord déclaré disparu, il rentre chez lui de manière audacieuse et est décoré par la suite.
En six minutes seulement, le Città di Palermo coule à trois milles nautiques (5 km) au nord-ouest du cap Dukato (île de Santa Maura),, entraînant avec lui la plupart de l'équipage et la quasi-totalité des 600 hommes qu'il transportait. Après l'attaque, le Calino séloigne après avoir envoyé un signal de détresse. La plupart des survivants qui ont sauté par-dessus bord sans avoir accès à un radeau de sauvetage sont morts d'hypothermie. Certains survivants sont secourus par les nombreuses unités qui se sont précipitées sur les lieux après des heures passées en mer (jusqu'à neuf heures et plus pour certains survivants), tandis que d'autres, s'accrochant à des épaves à la dérive, ont réussi à atteindre la côte.
Au total, 60 survivants sont secourus, contre 921 morts et disparus.

## Sources
- (it) Cet article est partiellement ou en totalité issu de l’article de Wikipédia en italien intitulé « Città di Palermo (incrociatore ausiliario 1930) » (voir la liste des auteurs).